# Monica Cirinnà
Monica Cirinnà (Roma, 15 febbraio 1963) è una politica italiana, senatrice per il Partito Democratico dal 2013 al 2022.
Ha acquisito popolarità sul piano politico e sociale grazie alla sua lotta per l'approvazione della legge 76/2016, appunto nota come "legge Cirinnà", che ha istituito le Unioni civili in Italia per le coppie omosessuali ed eterosessuali.

## Biografia
Di famiglia cattolica, compie i suoi primi studi presso una scuola privata di suore. Nonostante le iniziali opposizioni della madre, frequenta poi il Liceo Classico Statale "Tacito" di Roma, dove aderisce al movimento studentesco. Si laurea in legge all'Università di Roma "La Sapienza" con una tesi in procedura penale; resta per altri dieci anni nell'ambiente universitario ricoprendo il ruolo di assistente, e lo abbandona quindi per seguire la politica.

### Carriera politica
Nel dicembre 1993 viene eletta in consiglio comunale a Roma per la Federazione dei Verdi a sostegno di Francesco Rutelli. Viene poi rieletta altre tre volte con i Verdi (1997, 2001, 2006) e infine nel 2008 per il Partito Democratico.
Nel febbraio 2013, candidata per il Partito Democratico, viene eletta al Senato della Repubblica per la XVII legislatura, all'interno della circoscrizione Lazio. La sua candidatura era stata presentata alle primarie del PD nel dicembre 2012, quando si era classificata all'ottavo posto nella città di Roma.
Nel marzo 2018 viene nuovamente eletta al Senato per la XVIII legislatura, nel collegio plurinominale Lazio - 03, confermando la sua appartenenza al gruppo parlamentare del PD. Dal 2 maggio 2018 assume inoltre il ruolo di segretario d'Aula nell’Ufficio di Presidenza del Gruppo.
Alle primarie del PD del 2017 sostiene la candidatura a Segretario di Andrea Orlando, criticando l'operato di Matteo Renzi, mentre alle primarie del 2019 appoggia Nicola Zingaretti, accantonando l’ipotesi — solo inizialmente ventilata — di una propria candidatura.
Nel 2020 annuncia l’intenzione di candidarsi a sindaco di Roma in vista delle elezioni amministrative dell’anno successivo, salvo poi ritirare la propria candidatura per sostenere quella di Roberto Gualtieri.
Alle elezioni politiche del 2022 è candidata per la terza volta al Senato all'interno della coalizione di centrosinistra nel collegio uninominale Lazio - 04 (che raccoglieva Roma sud-ovest, Ciampino e Fiumicino), ottenendo il 30,94% dei voti. Viene tuttavia sconfitta dalla candidata del centrodestra, Ester Mieli (FdI), che si impone con il 37,49%, e non risulta quindi rieletta. In un primo momento aveva rifiutato la candidatura, ritenendo che il territorio fosse poco favorevole alla sinistra e che il sistema uninominale, a differenza del proporzionale, penalizzasse i temi da lei sostenuti. Ha successivamente accettato di candidarsi, in seguito alle sollecitazioni di sostenitori e militanti, riservando comunque forti critiche alla dirigenza del Partito Democratico, allora guidato da Enrico Letta, per la gestione «pessima» delle liste.
Dopo aver concluso il suo mandato parlamentare, ha dichiarato di non escludere un ritorno alla politica, lamentando tuttavia di essere stata accantonata dal partito una volta uscita dai ruoli istituzionali.

#### Incarichi parlamentari
Nel corso della XVII legislatura, in qualità di senatrice, ha fatto parte della II Commissione permanente (Giustizia) dal maggio 2013 fino al termine del mandato nel marzo 2018. Nello stesso periodo ha partecipato ai lavori della Commissione parlamentare di inchiesta sul fenomeno delle intimidazioni nei confronti degli amministratori locali, inizialmente come membro (marzo 2014) e successivamente come segretario, ruolo che ha ricoperto per un anno, fino al marzo 2015.
Nella legislatura successiva, la XVIII, ha continuato a occuparsi di giustizia, tornando a far parte della II Commissione permanente dal giugno 2018 e assumendone la carica di segretario a partire dal luglio 2020. Ha inoltre preso parte alla Commissione straordinaria per la tutela e la promozione dei diritti umani, prima come membro e poi come segretario. Dal marzo 2021 è stata anche componente della Commissione parlamentare di inchiesta sul fenomeno delle mafie e sulle altre associazioni criminali, anche straniere.

### Diritti civili e posizioni politiche

#### Diritti LGBT
(2 febbraio 2016, intervento a sostegno del ddl sulle unioni civili durante la discussione al Senato della Repubblica)

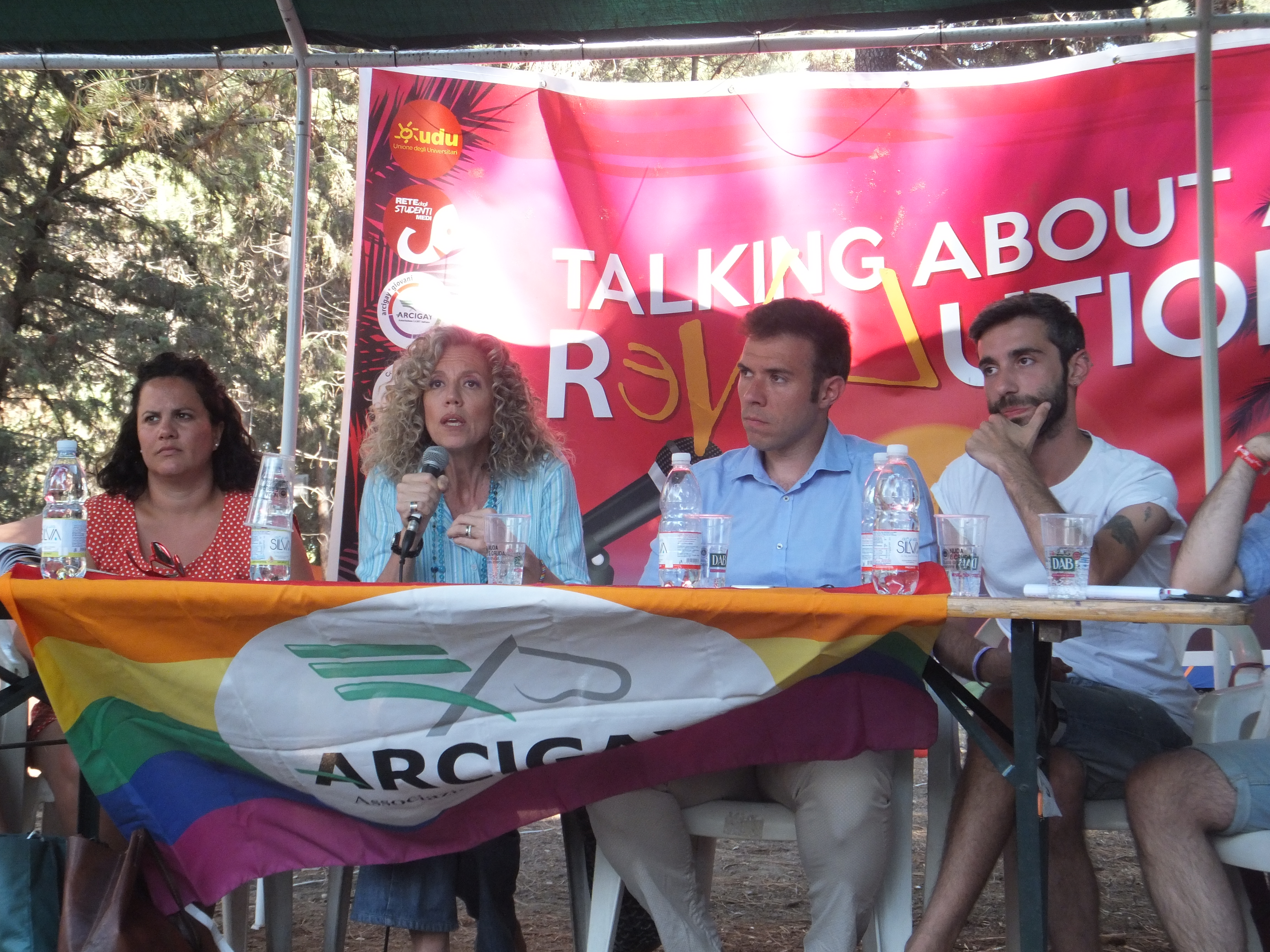
Monica Cirinnà e Gabriele Piazzoni (segretario nazionale di Arcigay, alla sua sinistra), il 6 agosto 2016, durante un dibattito al Revolution Camp a Massa

Il suo nome è legato alla cosiddetta "legge Cirinnà" di cui è stata prima firmataria, ovvero la legge 76/2016 che regolamenta le unioni civili tra persone dello stesso sesso e disciplina le convivenze; la legge era stata presentata nell'ottobre 2015 e approvata nel maggio 2016 con l'appoggio di tutto il gruppo parlamentare del Partito Democratico. Lei stessa ha definito la normativa una sintesi moderata, frutto di una scelta prudente volta a garantire progressi graduali verso la piena eguaglianza, auspicando per il futuro prossimo il matrimonio egualitario e le adozioni per le coppie dello stesso sesso e per i single. In seguito ha espresso delusione nei confronti dell’allora segretario del PD e presidente del Consiglio Matteo Renzi, lamentando che molte delle sue richieste non fossero state accolte.
Dopo l’approvazione della legge, ha intensificato il suo impegno all’interno dei movimenti LGBT+, iscrivendosi ad Arcigay nel 2016 e al Circolo di cultura omosessuale Mario Mieli nel 2017. È stata inoltre "madrina" dei pride di Siracusa (2016), Cosenza (2017) e Scafati (2023), partecipando a diverse parate anche da privata cittadina.  È stata nominata "personaggio gay" del 2016 da Gay.it e ha ricevuto nel 2018, in occasione del Lovers Film Festival, il Premio Milk.
Nel gennaio 2018 ha aderito al Comitato tematico "DEMS Arcobaleno", impegnato per i diritti civili, insieme ad altri esponenti del Partito Democratico quali Sergio Lo Giudice e Daniele Viotti, sottoscrivendo un documento con proposte per i diritti delle persone LGBT. In vista delle elezioni politiche del 2018 ha sostenuto l’inserimento nel programma elettorale del PD del matrimonio egualitario e delle adozioni per le coppie omosessuali, proposte che tuttavia non sono state incluse nel programma ufficiale del partito.
In merito al Movimento 5 Stelle, Cirinnà ha espresso un netto dissenso in seguito al mancato voto favorevole del gruppo parlamentare al maxiemendamento finale della legge sulle unioni civili, rimarcando una «giravolta» e la presenza di posizioni interne contrastanti. Tuttavia, durante il dialogo tra PD e M5S per la formazione del Governo Conte II nel 2019, ha sottolineato la possibilità di collaborare su temi quali l’omotransfobia, il fine vita, la legalizzazione delle droghe leggere, il matrimonio egualitario, l’omogenitorialità e una riforma delle adozioni. Il suo nome era stato ipotizzato tra quelli possibili per una delega alle Pari Opportunità nel nuovo governo, sebbene la nomina sia poi ricaduta su Elena Bonetti, alla quale Cirinnà ha risposto affermando di essere «una persona molto scomoda» e riconoscendo che, in un governo di coalizione, si preferiscano figure meno divisive.
In Parlamento ha presentato diverse proposte legislative contro le discriminazioni basate su orientamento sessuale e identità di genere, anche se tali iniziative non hanno avuto seguito nelle discussioni d’Aula. Si è espressa con chiarezza sulla gestazione per altri, rigettando lo sfruttamento delle donne ma riconoscendo l’esistenza di realtà regolamentate in modo trasparente e rispettoso.

#### Diritti delle donne
Nel 1997, al suo secondo mandato da consigliera comunale, è stata nominata presidente della Commissione delle Elette e ha ottenuto la fondazione della Casa Internazionale delle Donne a Roma. Ha ricoperto la stessa carica durante la giunta di Gianni Alemanno (2008-2013) in quanto unica donna eletta nel Partito Democratico a Roma; proprio in seguito alla composizione della suddetta giunta ha presentato al Tar due ricorsi, ottenendo il riconoscimento della rappresentanza femminile nella Giunta Comunale.
Nel novembre 2017, quando la Casa Internazionale delle Donne è stata minacciata di sfratto, si è schierata in sua difesa promettendo «resistenza passiva» e ha accusato la sindaca Virginia Raggi di ignorare la storia del centro: «La storia della Casa delle donne è una storia di libertà, cultura, esperienza. [...] Cosa può saperne Virginia Raggi di questo? C’è un problema di ignoranza politica, di mancanza di conoscenza del movimento femminista. Una sindaca donna non si comporta così, se ha un minimo di infarinatura su questi argomenti».
In seguito alla composizione del nuovo Parlamento per la XVIII legislatura si è detta soddisfatta della maggiore presenza femminile, chiarendo però che «le pluricandidature non hanno permesso una più ampia presenza di parlamentari donne» ed esprimendo la convinzione che «la buona politica ha bisogno per rinnovarsi della visione e del contributo delle milioni di donne di questo Paese».
Nella XVII legislatura ha sostenuto il disegno di legge a favore degli orfani di crimini domestici, mentre nella XVIII è risultata cofirmataria del disegno di legge S. 174 sulla prevenzione e il contrasto dei matrimoni forzati.
Si è astenuta durante la direzione del PD sul voto per l’approvazione delle liste elettorali in vista delle elezioni del 2018, accusando il gruppo dirigente di aver violato i princìpi della parità di genere, e ha sottoscritto un appello che denunciava questa situazione. In seguito alla nomina di ministri del PD esclusivamente uomini nel Governo Draghi, ha accusato il proprio partito di essere «falsamente femminista», «un partito di correnti al cui capo ci sono tutti maschi» e di declinare un'unità interna spesso solo di facciata, invitando le donne del PD a costruire «un’iniziativa politica autonoma, partendo proprio dalla questione della rappresentanza paritaria e dal lavoro», auspicando presto un’assemblea nazionale.
Nel 2019 si è mobilitata contro il cosiddetto "ddl Pillon", che proponeva l’affido condiviso, il mantenimento diretto e la garanzia di bigenitorialità, definendolo un testo «pericoloso, medievale, arretrato e maschilista», contro gli interessi dei minori e delle donne vittime di violenza.

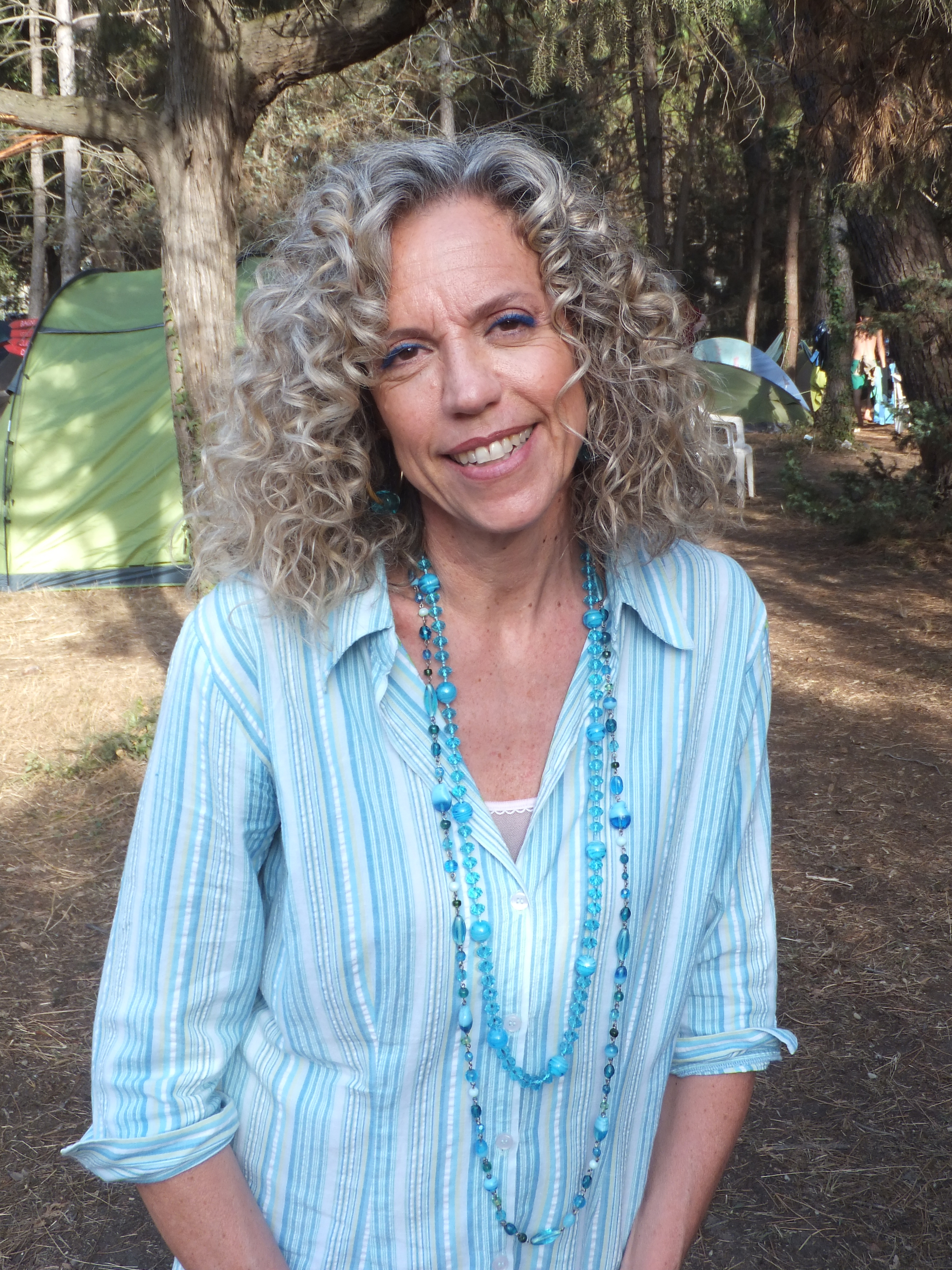
Monica Cirinnà dopo un dibattito al Revolution Camp a Massa nel 2016

#### Ambientalismo e animalismo
Nel 1991 ha fondato a Roma l'organizzazione non profit ARCA ("Associazione Romana Cura Animali"), con l'obiettivo di prendersi cura dei gatti e delle colonie feline.
Nel 1993, eletta in consiglio comunale a Roma, le è stata affidata la delega ai diritti degli animali, ufficio che ha ricoperto anche durante il secondo mandato della giunta Rutelli (1997-2001) e sotto Walter Veltroni sindaco (2001-2008). Nel suo primo mandato da consigliera comunale ha istituito inoltre il primo ufficio comunale in Italia per i diritti degli animali e ha ricoperto l'incarico di vice presidente della Commissione Ambiente, mentre sotto Veltroni sindaco ha fatto approvare il Regolamento capitolino per la tutela degli animali, tuttora vigente.
Nell'aprile 1998 ha contribuito a realizzare la società Bioparco S.p.A., trasformando così il vecchio Zoo di Villa Borghese nell'attuale Bioparco.
Nel luglio 2012, in quanto responsabile delle politiche animali del PD Lazio, ha partecipato alla liberazione di sei cani beagle dall'azienda Green Hill di Montichiari, dei quali una cucciola è stata da lei adottata.
È vegetariana e autrice di diversi libri dedicati a gatti e cani.  Nella XVIII legislatura è stata prima firmataria dei disegni di legge S. 357 "Disposizioni in materia di tutela della scelta alimentare vegana" e S. 360 "Disposizioni in materia di reati contro gli animali". Iniziative analoghe erano state avanzate durante la XVII legislatura.

## Vita privata
Da bambina, mentre frequentava una scuola cattolica, riferì ai genitori di aver assistito a un comportamento inappropriato da parte di una suora. L’istituto ritenne il racconto frutto di un delirio e la sottopose a un esorcismo. In seguito a tale episodio, i genitori decisero di farle cambiare scuola.
È sposata dal 2011 con Esterino Montino, senatore dal 2001 al 2008 e sindaco di Fiumicino per il Partito Democratico dal 2013 al 2023, con il quale condivide «la passione per la natura e gli animali, i viaggi e la buona tavola»; si tratta per entrambi del secondo matrimonio. La cerimonia fu celebrata da Massimo D'Alema, all'epoca deputato per il PD. Dalla sua prima unione, Montino aveva già avuto quattro figli.
Insieme al marito, Monica Cirinnà possiede un'azienda agricola biologica a Capalbio. Dopo la conclusione del mandato parlamentare, ha trasferito la residenza in Toscana, e presso la stessa azienda ha aperto un ristorante di cucina locale, dove vengono serviti prodotti a chilometro zero.
Nonostante mantenga una certa riservatezza sulla propria vita privata, è noto che Cirinnà ha due fratelli, di cui uno adottivo di origini egiziane.

## Controversie
Dal 1998 al 2011 Cirinnà ha abitato con il compagno in un immobile di Propaganda Fide (ente del Vaticano proprietario di numerosi beni a Roma) in via dell’Orso. L’affitto inizialmente basso, secondo Cirinnà, era compensato dalle spese di ristrutturazione a carico della coppia. Alla scadenza del contratto, il canone fu adeguato ai valori di mercato e l’appartamento venne lasciato.
Nel marzo 2019 la senatrice ha criticato l'organizzazione del World Family Council riunitasi nella città di Verona e, in occasione delle celebrazioni per la Giornata internazionale della donna, si è presentata a Roma con un cartello recante la scritta «Dio, patria, famiglia: che vita de merda». L'episodio ha ricevuto critiche da diversi esponenti del mondo politico, come dall'allora compagno di partito Carlo Calenda e dalla leader di Fratelli d'Italia Giorgia Meloni, secondo la quale il cartello recava offesa ai sentimenti religiosi o patriottici dei cittadini. Cirinnà ha dunque spiegato che nelle sue intenzioni il cartello non era un attacco a Dio, alla patria o alla famiglia in sé, bensì a «chi di quei tre concetti si fa scudo per creare un clima di discriminazione, oscurantismo e regressione culturale», sostenendo che «Dio, patria, famiglia» fosse «uno slogan fascista».
Nel 2021 suscitò scalpore il ritrovamento casuale, da parte di Cirinnà e Montino, di 24 000 euro contanti all'interno di una cuccia in disuso nella proprietà di Capalbio, la cui provenienza era ignota. La coppia denunciò tempestivamente il ritrovamento e consegnò la somma ai carabinieri, affermando che, nel caso di riconsegna, il denaro sarebbe stato devoluto al centro antiviolenza toscano "Olympia de Gouges". La richiesta non fu però accolta dalla Procura, la quale stabilì che i soldi non erano comunque di provenienza illecita e archiviò definitivamente il caso nel 2022, dichiarando la coppia parte lesa del reato.

## Premi e riconoscimenti
- 2016 - Personaggio gay dell'anno[62]
- 2018 - Premio Milk per personalità attive nella difesa dei diritti LGBTQI[63]

## Opere
- Monica Cirinnà, Lilli Garrone, 101 storie di gatti che non ti hanno mai raccontato, Newton Compton Editori, 2010, ISBN 88-541-2120-7.
- Monica Cirinnà, Lilli Garrone, 101 storie di cani che non ti hanno mai raccontato, Newton Compton Editori, 2011, ISBN 978-88-541-3176-7.
- Monica Cirinnà, Lilli Garrone, L'alfabeto del gatto. Come comunicare con il tuo migliore amico e amarlo sempre di più, Newton Compton Editori, 2012, ISBN 978-88-541-4174-2.
- Monica Cirinnà, L'Italia che non c'era. Unioni civili: la dura battaglia per una legge storica, Fandango Libri, 2017, ISBN 978-88-6044-527-8. URL consultato il 15 aprile 2018 (archiviato dall'url originale il 16 aprile 2018).
- Monica Cirinnà, Lilli Garrone, I gatti d'Italia. Storie, curiosità e avventure dei gatti più famosi che popolano e hanno popolato le città e i paesi d'Italia, Newton Compton, 2017, ISBN 978-88-227-0818-2.
- Monica Cirinnà, Lilli Garrone, I gatti di Roma, Newton Compton Editori, 2018, ISBN 978-88-227-0170-1.
- Anton Emilio Krogh, Monica Cirinnà, La forma del cuore, Ugo Mursia Editore, 2021, ISBN 978-88-425-6400-3.

## Programmi TV
- Pronto Cirinnà, Cielo (2018)[64]